# Rue de Douai
Pour les articles homonymes, voir Douai.
Ne doit pas être confondu avec rue de Douai (Lille).
La rue de Douai est une voie du 9e arrondissement de Paris, en France.

## Situation et accès
La rue de Douai est une voie publique située dans le 9e arrondissement de Paris. Elle débute au 63, rue Jean-Baptiste-Pigalle et se termine au 77, boulevard de Clichy.
La rue est réputée pour ses nombreux magasins d'instruments de musique, de guitares en particulier, ainsi que pour ses boutiques de trains miniatures.

## Origine du nom
Elle porte le nom de la ville de Douai, située dans le département français du Nord.

## Historique
Une première partie est ouverte en janvier 1841, entre les rues Fontaine et Blanche, sur les terrains appartenant à MM. Riant et Mignon, sous le nom de « rue de l'Aqueduc » parce qu'elle passait sur l'aqueduc de ceinture. L'ordonnance royale autorisant ce percement porte la date du 22 janvier 1841,.
Les travaux qui suivirent le percement de la rue Pierre-Lebrun mirent au jour le cimetière d'une ancienne léproserie (dite depuis la léproserie de la rue de Douai) dont les ossements furent portés aux catacombes en 1857,,.
Cette partie prit par la suite le nom de « rue de Douai ».

## Bâtiments remarquables et lieux de mémoire
- No 11 : l'écrivain Francis Carco y a vécu[9]
- No 15 : immeuble construit par Eugène Viollet-le-Duc en 1860 et inscrit à l'inventaire des monuments historiques[10].
- No 16 : maison où se situe l'appartement de Gina, personnage du film La Belle Équipe (1936). On voit la basilique du Sacré-Cœur dans un décor de la fenêtre.

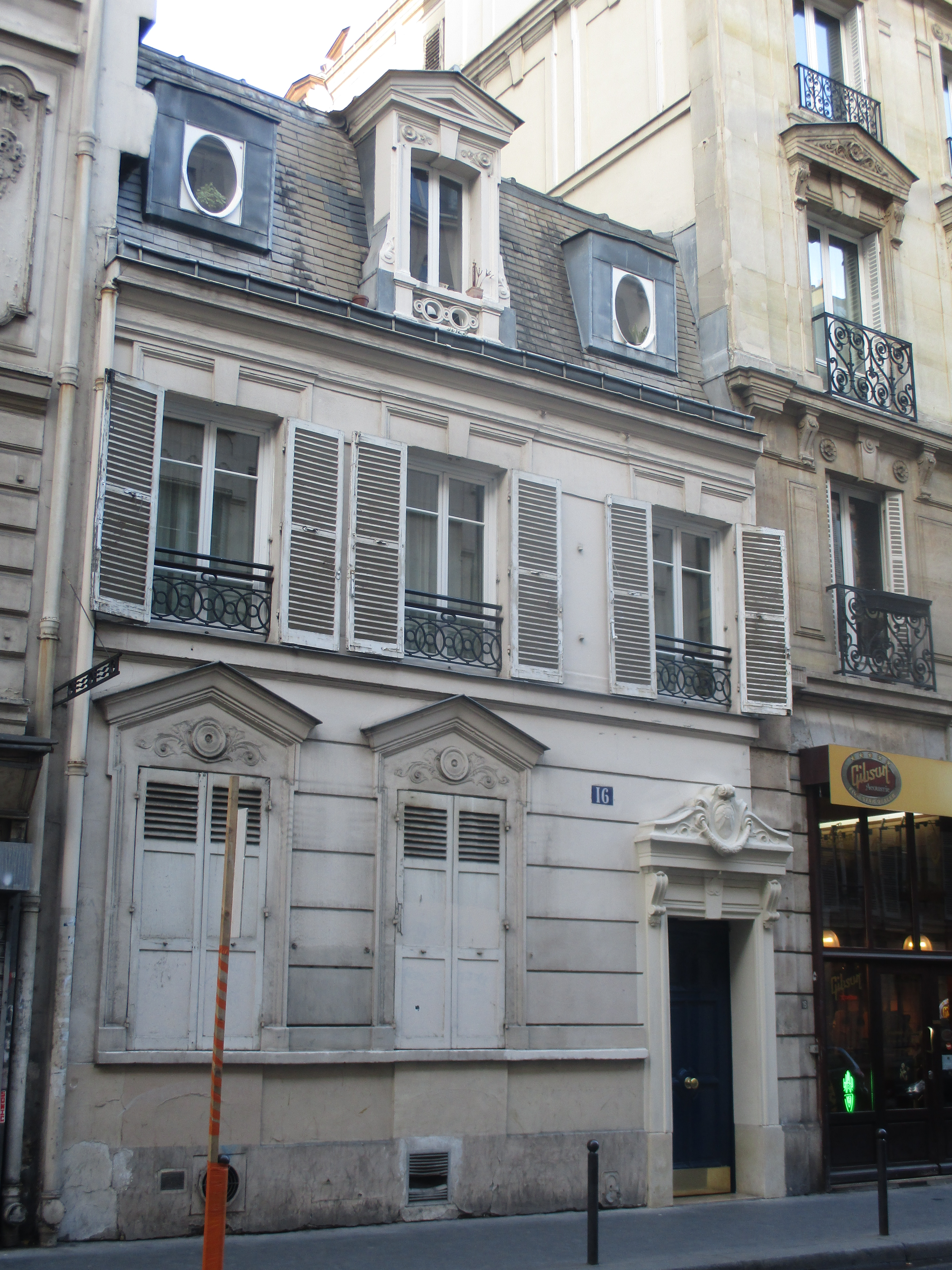
No 16.
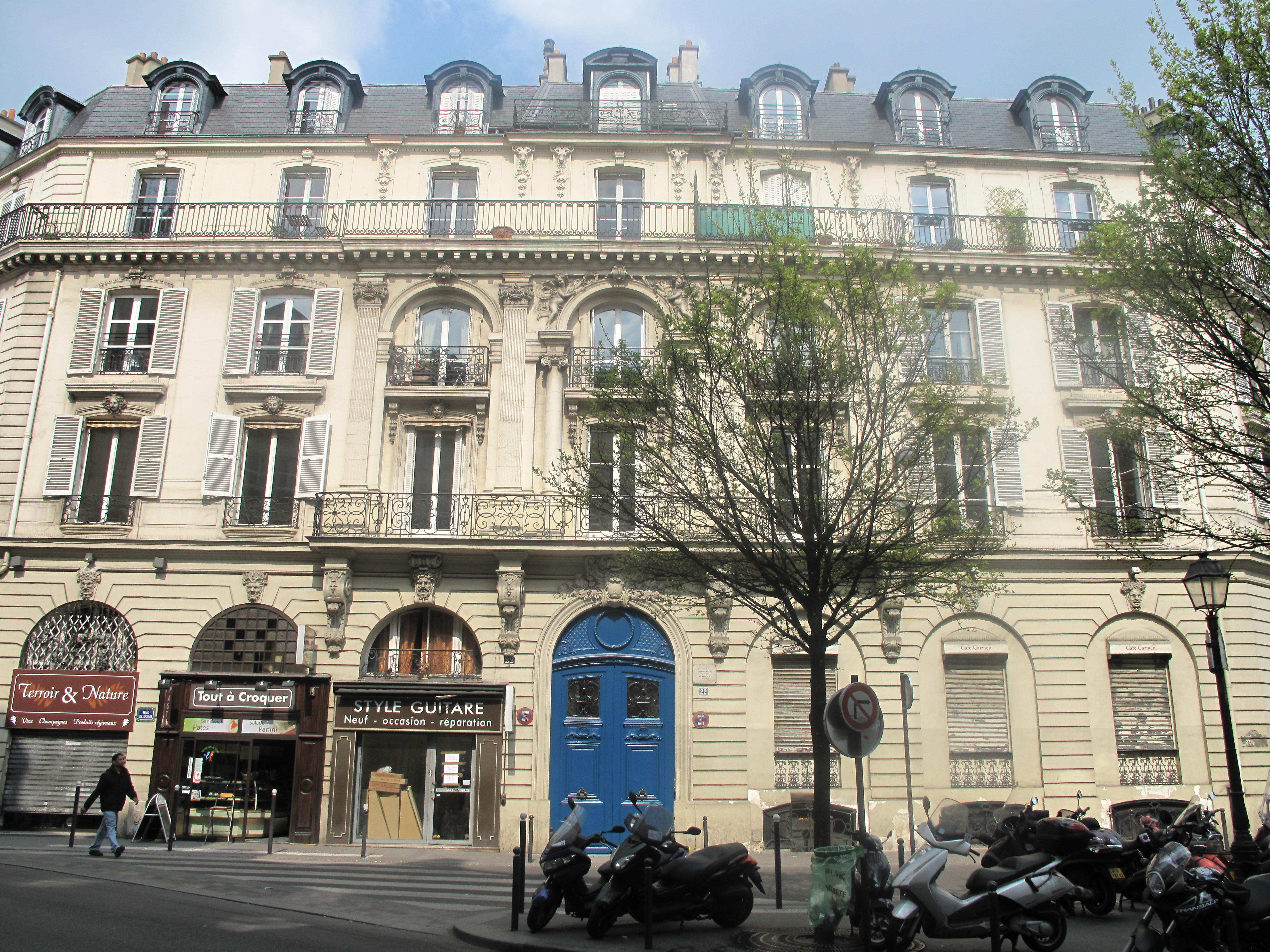
No 22 : où vécut Georges Bizet.
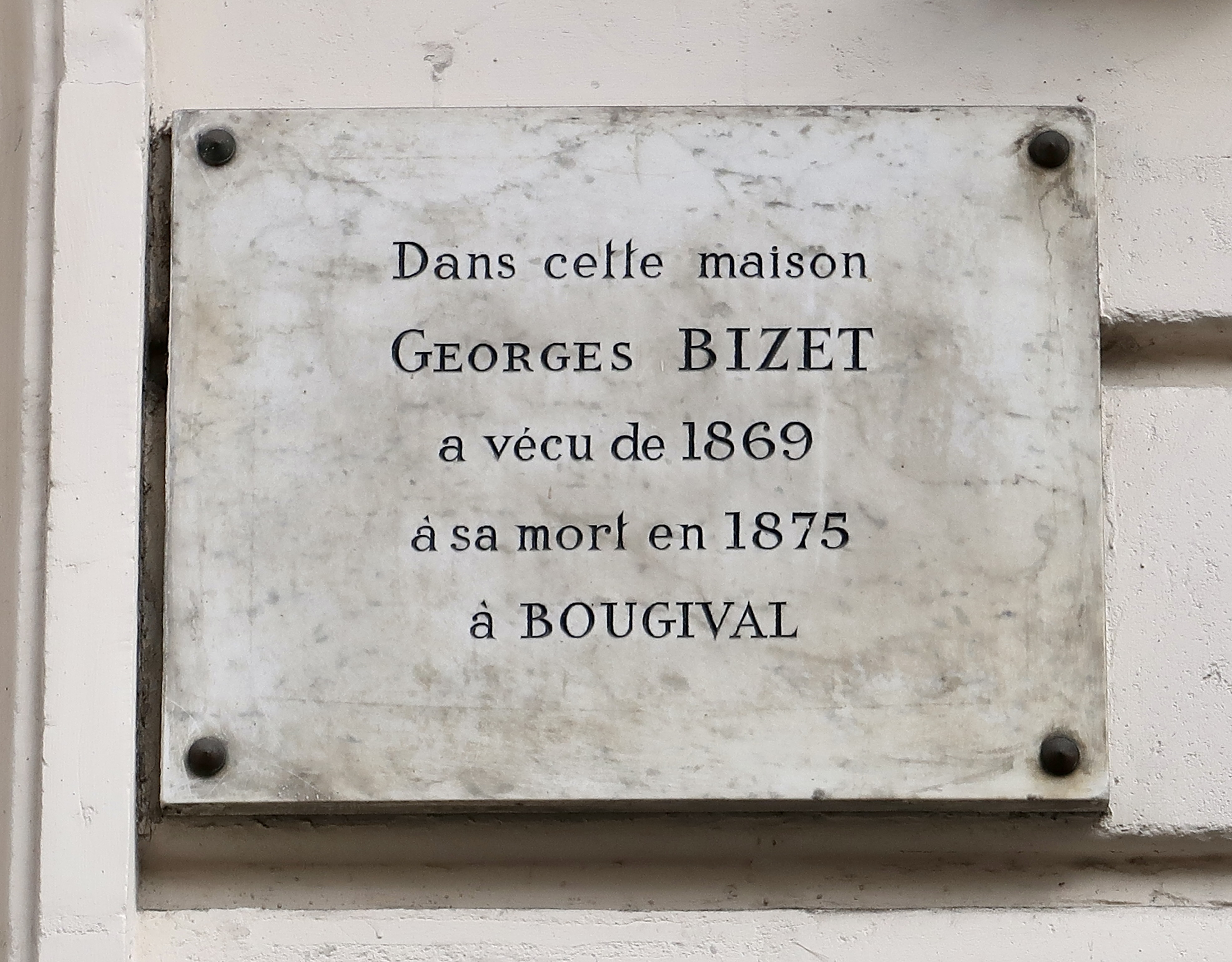
No 22 : plaque en hommage à Georges Bizet.
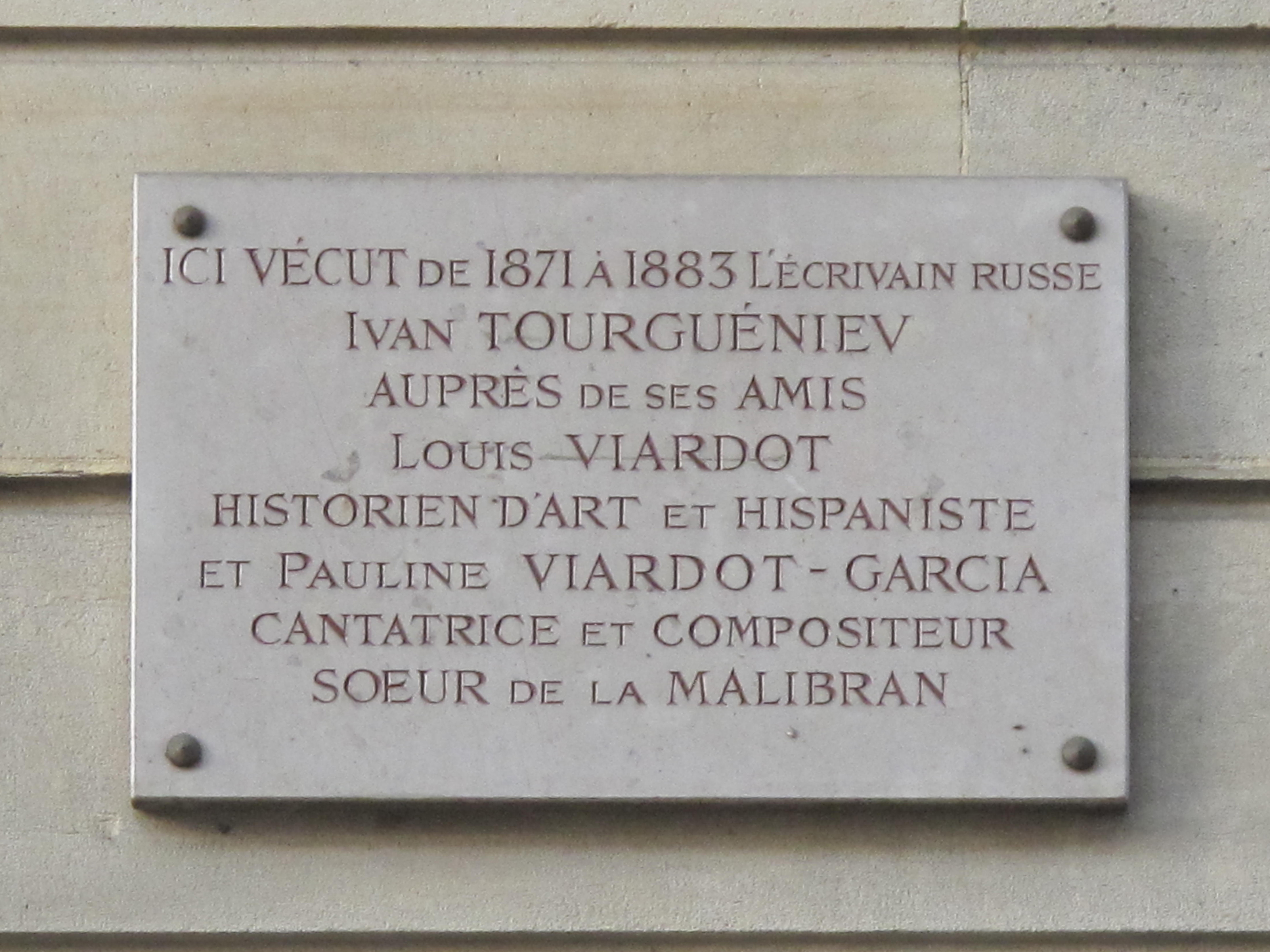
No 50 : plaque en hommage à Ivan Tourgueniev.

- No 22 (hôtel Halévy) : Georges Bizet vécut de 1869 à 1875 à cette adresse, comme l'indique une plaque commémorative sur la façade. Dans les années 1900, le peintre Henry-Eugène Delacroix (1845-1930) avait son atelier à cette adresse[11]. Domicile d'Edgar Degas[12].
- No 41 : ancien domicile de Palmire Dumont dite Madame Palmyre, personnalité de la communauté lesbienne et de la nuit parisienne des années folles qui a concouru à la popularité du bouledogue français comme chien de compagnie[13].
- No 42 : ancien cabaret La Roulotte, puis théâtre Little palace, puis Arlequin, puis Théâtre du Moulin Bleu, petit théâtre spécialisé dans les spectacles coquins, puis Théâtre Moulin de Paris, puis Le Rideau de Montmartre[14],[15].
- No 50 : immeuble où habitait la famille Viardot qui tenait salon où furent reçus Berlioz, Bizet, Rossini, Flaubert, Zola, Dumas père et fils, les frères Goncourt, Mérimée et Théophile Gautier. Tourgueniev logeait à l'étage supérieur de son amie Pauline Viardot[16].
- No 57 : le peintre Hippolyte Bellangé (1800-1866) eut un atelier repris à sa mort par son fils Eugène Bellangé (1837-1895)[17].
- Nos 62 à 66 et no 77, boulevard de Clichy : lycée Jules-Ferry construit à l’emplacement du couvent des Dames Zélatrices de la Sainte-Eucharistie. En 1909, dans les anciens bâtiments, Guillaume Apollinaire fait imprimer son premier roman, L’Enchanteur pourrissant [18]. Il en relate le fait dans Le Flâneur des deux rives, au chapitre Le Couvent de la rue de Douai[19].
- No 64 : domicile de l'écrivain, journaliste et critique d'art Edmond About (1828-1885) qui y décède[20]
- Nos 67/69 : cet immeuble, aujourd'hui occupé par un établissement d'enseignement supérieur privé (ESCG) et par une supérette aménagée en 2019 au rez-de-chaussée a précédemment abrité le Conservatoire municipal du 9e arrondissement. Ce dernier avait remplacé le Studio Wacker, une école de danse réputée, fermée en 1974. C'est là que le jeune acteur débutant Jean Marais passa sa première audition, en 1937, devant Jean Cocteau, qu'il rencontrait pour la première fois[21].
- No 69 : le peintre Tony Robert-Fleury (1837-1911) y vécut.

## Dans la littérature
- Dans Le Flâneur des deux rives (1918), le poète Guillaume Apollinaire intitule un chapitre « Le couvent de la rue de Douai »[22].